# El Monitor Araucano

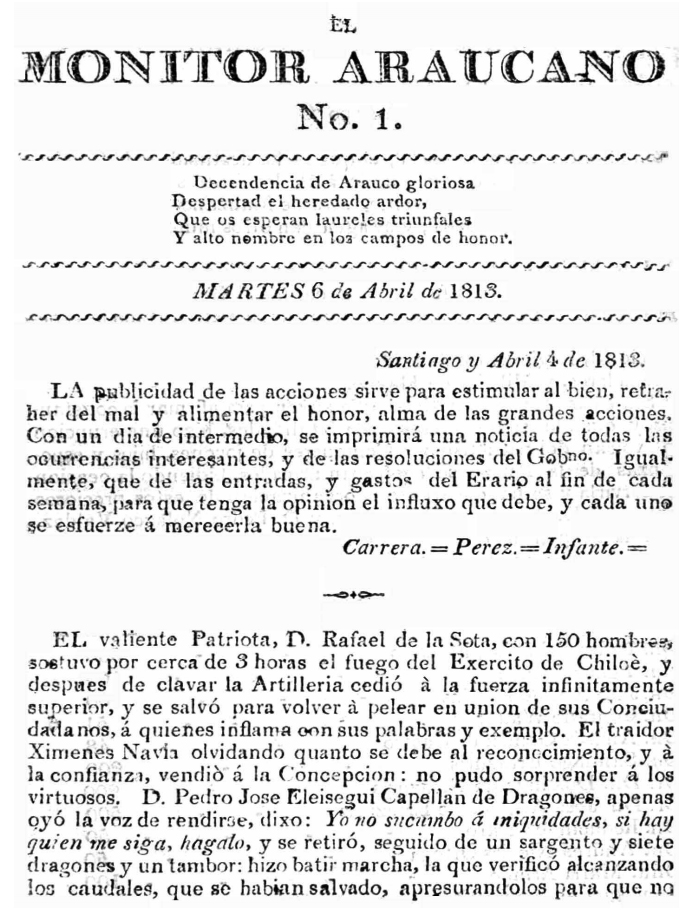
Primera edición de El Monitor Araucano, martes 6 de abril de 1813.

El Monitor Araucano fue el sucesor de la Aurora de Chile, el primer periódico chileno. Se publicó entre el martes 6 de abril de 1813 y viernes 30 de septiembre de 1814, bajo la dirección de fray Camilo Henríquez González, transformándose en el segundo periódico en la historia de Chile. Se publicó tres veces a la semana.  
En él se insertó el memorable Catecismo de los patriotas (1813), escrito por Henríquez. Entre otros colaboradores, se contó a Bernardo de Vera y Pintado, Manuel de Salas, Juan Egaña, Hipólito de Villegas y Antonio José de Irisarri. Además, como periódico oficial, estaba encargado de publicar los decretos y resoluciones de la Junta de Gobierno. El impresor a cargo fue José Camilo Gallardo, quien en ese entonces había arrendado la Imprenta del Gobierno.
El 19 de agosto de 1813 fue publicada en el periódico la Proclama de fundación de la Biblioteca Nacional de Chile.  Durante ese mismo mes apareció El Semanario Republicano, de Irisarri, el tercer periódico chileno.
Fue clausurado después de la Batalla de Rancagua, en octubre de 1814, cuando había alcanzado a editar 183 números. Su sucesor durante el periodo de la Reconquista fue el periódico Viva el Rey. 